# Гластонбери-Тор
Гластонбери-Тор (англ. Glastonbury Tor) — холм близ древнего города Гластонбери (графство Сомерсет, Англия), представляющий собой естественное возвышение высотой 145 метров, над которым вздымается средневековая башня церкви св. Михаила, повреждённая землетрясением 11 сентября 1275 года. Церковь была упразднена в правление Генриха VIII, когда проводилась секуляризация монастырских владений; последний аббат Гластонберийский был повешен на этом холме в 1539 году.
Холм расположен в виде семи рукотворных уступов. Во время археологических раскопок выяснилось, что в III веке до н. э. здесь существовало значительное кельтское поселение, а в V в. н. э. — небольшая крепость. В древности во время частых наводнений холм, господствующий над окружающей болотистой местностью, превращался в малоприступный остров. Местные жители склонны толковать его уступы как древнекельтский лабиринт.
Гластонбери-Тор издревле связан в народных поверьях с легендами о короле Артуре. В 1191 году монахи близлежащего Гластонберийского аббатства объявили об обнаружении ими саркофагов с именами Артура и его супруги Гвиневры. В новое время холм привлекал внимание оккультистов и исследователей паранормальных явлений, которые признают его за портал в потусторонние миры (Авалон). Холм и башня находятся под охраной государства и объявлены памятниками общенационального значения.